# Шталмейстер

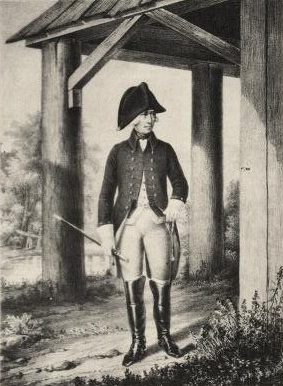
Шталмейстер Кирасирского полка, 1797—1800

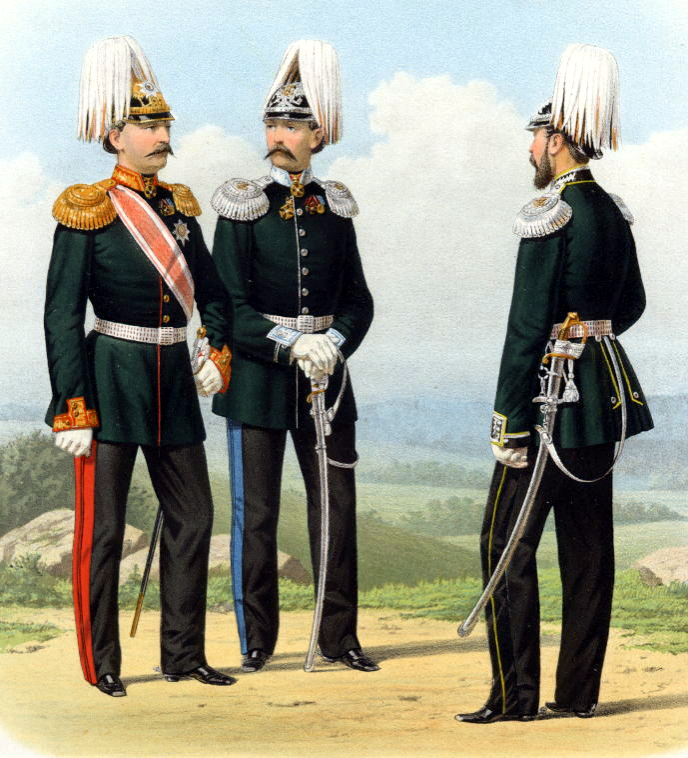
Губарев П. К.
Генерал, состоящий по Пехоте, и военно-походные: Шталмейстер и Начальник Императорских Дворцовых телеграфов. 1873 г.

Шталме́йстер (лат. agaso, нем. Stallmeister — буквально «начальник конюшни») — главный конюший, придворный конюшенный в чине 3-го класса; собственно для лиц, состоящих при придворной конюшне.
В XI—XII вв. при князьях Киевской Руси существовала должность служителя княжеского двора — конюшенный тиун. С конца XV в. конюший являлся начальником Конюшенного приказа, в ведении которого находились придворные конюхи, табуны царских лошадей, а также имения, отведённые под их содержание. Конюшие фактически возглавляли Боярскую думу и активно участвовали в дипломатической и военной жизни государства.
Некоторые из них сами становились царями или же, имея влияние на царя, управляли государством. Примером могут служить И. Ф. Овчина Телепнев-Оболенский и Б. Ф. Годунов. Последний возглавлял Конюшенный приказ с 1599 г., при нём в Кремле был сооружён водопровод, по которому вода поднималась мощными насосами из Москвы-реки по подземелью на Конюшенный двор (для сравнения, первый городской водопровод в Москве был запущен лишь 9 ноября 1804 г.).
Как придворный чин в Русском государстве берёт начало в XV—XVII вв. В XVI в. должность конюшего была связана с организацией конных дворцовых войск.
Иногда шталмейстером называли шпрехшталмейстера — режиссёра манежа, ведущего цирковую программу:

Мистер Чарли был самым старым шталмейстером гостившего у нас цирка. Он занимался репетированием с молодыми артистами — и помогал директору в дрессировке лошадей. Куприн, «Лолли».
Конюшим герцога Алансонского/Анжуйского был граф де Бюсси, герой романа А. Дюма «Графиня де Монсоро».
| Шталмейстер | Старшее звание: Обер-шталмейстер |